# アントワーヌ・ダバディー・ダラー
アントワーヌ・ダバディー・ダラー（フランス語: Antoine Thomson d'Abbadie d'Arrast、1810年1月3日 - 1897年3月19日）は、フランス国籍の探検家・地理学者・民族学者・言語学者（バスク語）・天文学者である。19世紀の始めに弟のアルノーとともに行ったエチオピア探検で知られる。

## 家族
アバディー家はバスク人貴族の家系である。祖父のジャン＝ピエール・アバディーはフランス領バスクのスール地方の修道院長であり公証人でもあった。父親のミシェル・アバディーはスール地方のアラスト＝ラルビュー出身であり、母親はアイルランド人である。

## 経歴

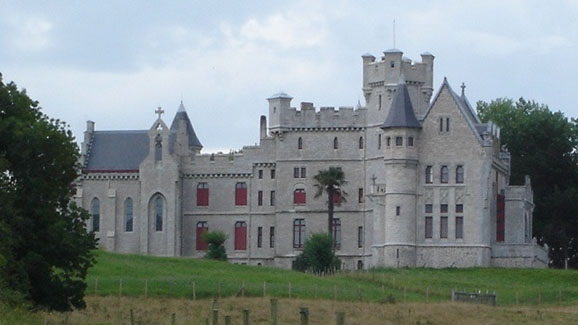
アンダイエにあるアバディア城

1810年、アントワーヌ・ダバディーはグレートブリテン及びアイルランド連合王国の一部だったアイルランドのダブリンに生まれた。一家は1818年にフランスに戻り、兄弟は科学的な教育を受けた。1827年にはトゥールーズで学位を得て、1829年にはパリで法学を学び始めた。
1835年にフランス・アカデミーのブラジルの科学調査に参加し、この時の記録は1873年に出版された『Observations relatives a la physique du globe faites au Bresil et en Ethiopie』の中に記述された。1837年に兄弟はエチオピアに出発し、1838年2月マッサワに上陸した。多くの困難や冒険に遭遇しながらEnnareaやKaffaなど当時あまり知られていなかった地域を訪れ、地理や地質学、考古学やエチオピアの自然史に関する多くの情報を集めた。1848年にフランスに戻り、エチオピアに関する著作を行った。
兄弟は1850年にパリ地理学会からグランドメダルを受賞した。1850年9月27日にアントワーヌはレジオンドヌール勲章を受勲し、フランス科学アカデミーの会員に選ばれた。1859年2月21日にVirginie Vincent de Saint-Bonnetと結婚し、アンダイエに定住するとシャトー「アバディア城」を建設するために250ヘクタールの土地を購入した。1871年から1875年にはアンダイエ市長を務めた。
イギリスの探検家、チャールズ・ビークとの激しい論争があったが、ダバディーの情報は信頼できるものであることが認められるようになった。エチオピアの10枚の地図が付けられた著書『Geodesie d'Ethiopie』（エチオピアの測地学）は1860年から1873年の間に出版され、1890年には『Geographie de l'Ethiopie』（エチオピアの地理）が出版された。1859年に出版された『Un Catalogue raisonne de manuscrits ethiopiens』はダバディーの集めた234のエチオピアの文献を集めたものである。1881年に出版された『Dictionnaire de la langue amarinna』などの現地語に関する著書や、『Reconnaissances magnetiques』などの地磁気に関する測定結果を著した著書もある。1868年に兄弟の旅行記『Douze ans dans la Haute Ethiopie』が出版された。

## 人物
ロンドンでバスク語学者のルイ・リュシアン・ボナパルトに出会ってから、ダバディーは特にバスク語に対する関心を強め、1852年にはバスク語の学術的研究を開始した。結婚してからはフランス領バスクにあるラブール地方のアンダイエに住んだ。ダバディーの出生地はアイルランドのダブリンであるが、アバディー家はバスク地方のバスク人の家系であり、ダバディーは自らをバスク人であると定義していた。ダバディーはバスク語スール方言とバスク語ラブール方言の両方を話すことができる。

## 文献
- Anon (2014年). “Dossier” (French). Le Site du Ministére de la Culture et de la Communication. 2014年9月7日時点のオリジナルよりアーカイブ。2014年9月7日閲覧。
- Debus, Allen G.; Calinger, Ronald S.; Collins, Edward J.; Kennedy, Stephen J., eds. (1968). "D'Abbadie, Antoine Thomas". World Who's Who in Science: A Biographical Dictionary of Notable Scientists From Antiquity to the Present. Chicago, IL: The A. N. Marquis Company. ISBN 0-8379-1001-3. LCCN 68056149。
- Delpech, Viviane (2014年). “The Château d’Abbadia (Pays Basque, France): Antoine d’Abbadie’s Romantic and Political Utopia” (PDF). The New Strawberry Hill Press. pp. 1–25. 2014年9月6日時点のオリジナルよりアーカイブ。2014年9月6日閲覧。
- Hoiberg, Dale H., ed. (2010). "Abbadie, Antoine-Thomson d'; and Abbadie, Arnaud-Michel d'". Encyclopædia Britannica. Vol. I: A-Ak – Bayes (15th ed.). Chicago, IL: Encyclopædia Britannica, Inc. ISBN 978-1-59339-837-8。